# احمدآباد (میان‌جلگه)
احمدآباد، روستایی در دهستان غزالی بخش مرکزی شهرستان میان‌جلگه در استان خراسان رضوی ایران است.

## جمعیت
بر پایه سرشماری عمومی نفوس و مسکن در سال ۱۳۹۵، جمعیت این روستا برابر با ۱٬۳۵۷ نفر (۴۲۸ خانوار) بوده است.